# Ho-Chi-Minh-Museum

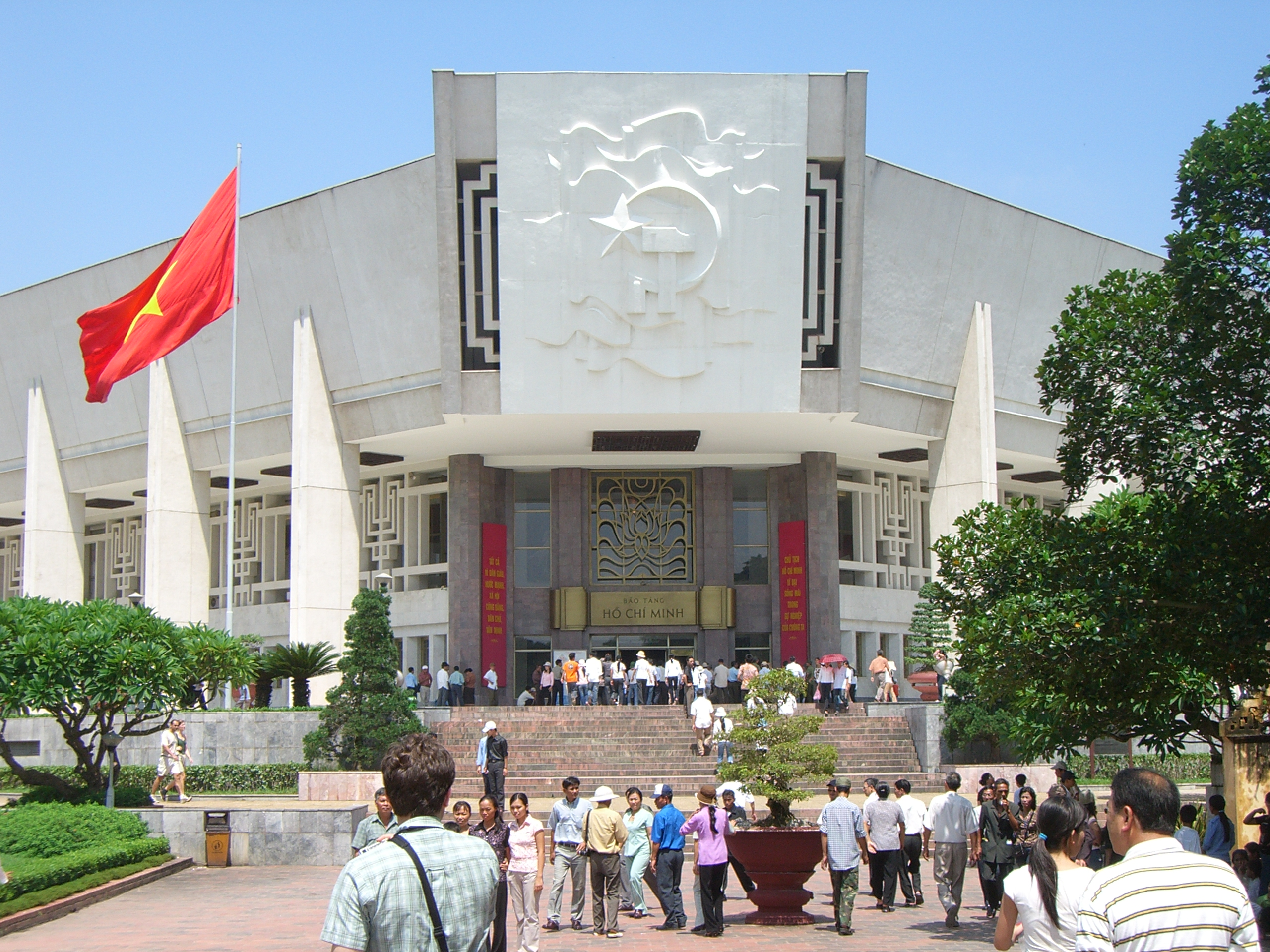
Ho-Chi-Minh-Museum in Hanoi

Das Ho-Chi-Minh-Museum (vietnamesisch Bảo tàng Hồ Chí Minh) ist ein Museum, das dem Leben und Werk von Ho Chi Minh gewidmet ist, dem Revolutionsführer, der die Kommunistische Partei Vietnams gründete und eine Schlüsselrolle im Kampf des Landes um die Unabhängigkeit von der Kolonialherrschaft spielte.
Das Museum befindet sich in Hanoi, Vietnam, und wurde 1990 anlässlich des 100. Jahrestages von Ho Chi Minhs Geburt eröffnet. Es ist in einem modernistischen Gebäude untergebracht, das von einem vietnamesischen Architekten entworfen wurde, und besteht aus drei Hauptabteilungen:
Die erste Abteilung ist Ho Chi Minhs frühem Leben und seinem politischen Wirken gewidmet, einschließlich seiner Auslandsreisen und seiner Beteiligung an der Gründung der Kommunistischen Partei Vietnams. Die zweite Abteilung befasst sich mit dem vietnamesischen Kampf um die Unabhängigkeit von der französischen Kolonialherrschaft und der Rolle, die Ho Chi Minh in diesem Kampf spielte. Die dritte Abteilung behandelt die Zeit, in der Ho Chi Minh die Demokratische Republik Vietnam (später in Sozialistische Republik Vietnam umbenannt) leitete, einschließlich seiner Bemühungen um die Modernisierung des Landes, seiner außenpolitischen Initiativen und seiner Rolle im Vietnamkrieg.

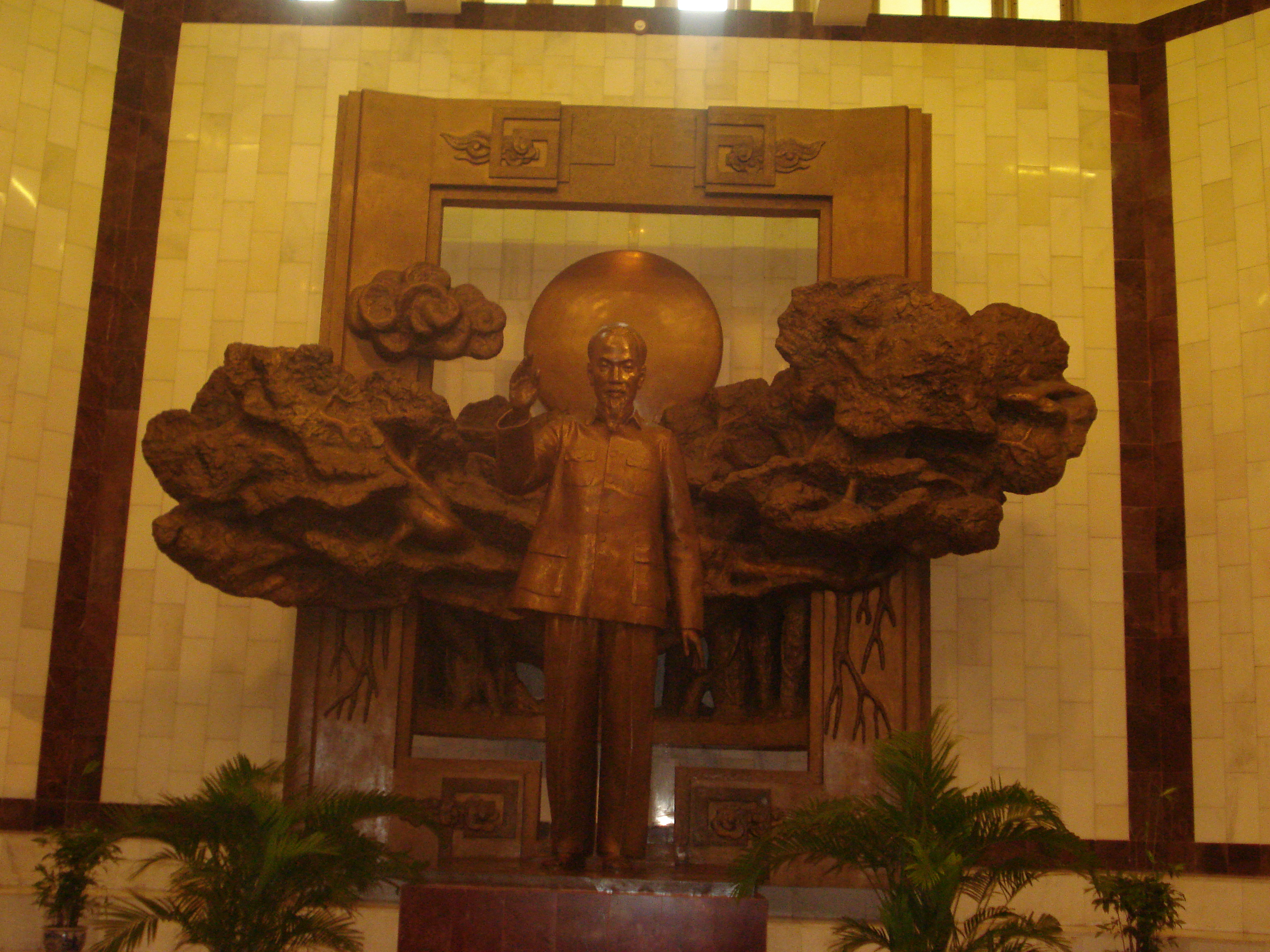
Statue von Präsident Ho Chi Minh

Das Museum zeigt eine breite Palette von Exponaten, darunter Fotos, Dokumente, persönliche Gegenstände und Kunstwerke. Die Besucher können sich auch Filme ansehen und Aufnahmen von Ho Chi Minhs Reden anhören.